# Municipio de Grandville
El municipio de Grandville (en inglés: Grandville Township) es un municipio ubicado en el condado de Jasper en el estado estadounidense de Illinois. En el año 2010 tenía una población de 372 habitantes y una densidad poblacional de 3,88 personas por km².

## Geografía
El municipio de Grandville se encuentra ubicado en las coordenadas 39°8′5″N 88°0′6″O / 39.13472, -88.00167. Según la Oficina del Censo de los Estados Unidos, el municipio tiene una superficie total de 95.8 km², de la cual 95,79 km² corresponden a tierra firme y (0,01 %) 0,01 km² es agua.

## Demografía
Según el censo de 2010, había 372 personas residiendo en el municipio de Grandville. La densidad de población era de 3,88 hab./km². De los 372 habitantes, el municipio de Grandville estaba compuesto por el 98,39 % blancos, el 0,81 % eran amerindios, el 0,27 % eran asiáticos y el 0,54 % eran de una mezcla de razas. Del total de la población el 0,81 % eran hispanos o latinos de cualquier raza.